# テオドール・モノ
テオドール・アンドレ・モノ（Théodore André Monod, 1902年4月9日 - 2000年11月22日）はフランスの博物学者、探検家。

## 経歴
ルーアン生まれ。IFAN研究所所長、フランス国立自然史博物館教授などを務めた。

## 研究内容・業績
最初はモンクアザラシの研究のためにモーリタニアに渡ったが、その後サハラ砂漠に目を向け、未発見の植物種や新石器時代の遺跡などを発見している。彼の最大の発見はアドラル・デ・ジフォガ（現在のマリ共和国）での、約6000年前のアスラール人の人骨であると言われている。